# 34324 Jeremyschwartz
34324 Jeremyschwartz è un asteroide della fascia principale. Scoperto nel 2000, presenta un'orbita caratterizzata da un semiasse maggiore pari a 2,8960980 au e da un'eccentricità di 0,0883747, inclinata di 3,44769° rispetto all'eclittica.